# シュナイダー・クロイツナッハ
シュナイダー・クロイツナッハ（Jos. Schneider Optische Werke GmbH ）は、ヨーゼフ・シュナイダーによって創業されたドイツのレンズメーカー。シュナイダーと略称される。傘下にはレンズメーカーのイスコ（Isco ）がある。またドイツ統一に伴い苦境に陥っていたペンタコンを傘下に収めた。

以前はドイツコダックのレチナシリーズなど普及版を含め多数のカメラにレンズ供給していたが、現在は主にプロフェッショナル向けレンズを製造している。

## 歴史
- 1890年 - バート・クロイツナハ（Bad Kreuznach ）市ストロームベルガー通りにビルを購入。従業員12名で写真用レンズの製造を開始。
- 1910年 - 創業者の息子であるオーガスト・シュナイダーが映画撮影機（連続撮影装置）のパテントを取得。
- 1913年1月18日 - 創業者ヨーゼフ・シュナイダー（Joseph Schneider ）によって会社「Optische Anstalt Jos. Schneider & Co」設立、登記した。
- 1914年 - レンズの生産開始。その後数年間に販路をドイツ全土と英国、フランス、北米、ロシア、日本にまで拡大した。
- 1919年 - ホフガッテン通りに工場を建設した。
- 1922年 - 「Jos. Schneider Optische Werke Kreuznach GmbH & Co. KG」に商号変更した。
- 1932年6月 - 50万本目のレンズを生産した。
- 1936年 - 新工場設立。ベルリンに合資会社「Gottingen & Optotechnishe Geselschft KG」を設立した。
  - 11月 - 100万本目のレンズを生産した。
- 1967年1月 - 1000万本目のレンズを生産した。
- 1972年 - ゲルツのアメリカ支社を合併した。
- 1980年 - 株式会社化した。
- 1982年 - 筆頭株主であったハインリッヒ・マンダーマンが経営を引き継いだ。
- 1985年 - B+W-Filterfabrik、Joh. Weber KG、Wiesbaden の製造設備と企業経営をバート・クロイツナハに移転した。
- 1987年 - ローライ・フォトテクニックをシュナイダーグループに統合（後に独立）した。
- 1990年10月2日 - ペンタコンを吸収合併した。このころの一部のPRAKTICA Bシリーズのカメラに“Schneider Dresden”のロゴが入る。
- 1996年 - デジタルレンズを発表した。
- 1998年 - 「Jos. Schneider Optische Werke GmbH」に商号変更した。
- 2007年2月 - 日本の販売代理店が本庄からマミヤ・デジタル・イメージングに変更された。
- 2011年2月4日 - マイクロフォーサーズへの参加を表明。

## レンズ供給先
- フェーズワン - レンズを供給している。
- ハッセルブラッド - レンズを供給している。
- ライカ - レンズを供給している。
- サムスン電子 - 一部のデジタルカメラ用レンズがシュナイダー・クロイツナッハ銘を名乗る。
- ゼンザブロニカ - レンズを供給していた。